# Геометрија
Геометрија (грчки: γεω = земља, μετρεω = мерим, те geometria = земљомерство) је грана математике која се бави проучавањем особина и међусобних односа просторних облика тј. геометријских тела, површина, линија и тачака. У свом првобитном значењу геометрија се схватала као наука о фигурама, о узајамном положају и размерама њихових делова, и такође о трансформисању фигура.
Геометрија је настала независно у више раних култура као практични начин за руковање са дужинама, површинама, и запреминама. Геометрија је почела да поприма елементе формалне математичке науке на западу још у 6. веку п. н. е. До 3. века п. н. е, геометрију је Еуклид ставио у аксиоматску форму, чији третман, Еуклидових елемената, је успоставио стандард за многе векове који су следили. Геометрија се независно развила у Индији, у виду текстова који су садржали правила за геометријске конструкције још у 3. веку п. н. е. Исламски научници су сачували грчке идеје и проширили их током средњег века. До почетка 17. века, геометрија је била стављена на снажну основу радом математичара као што су Рене Декарт и Пјер де Ферма. Од тада, у током модерног времена, геометрија је проширена у нееуклидијску геометрију и многобразности,. којима се описују простори који леже изван нормалног опсега људског искуства.
Мада је геометрија знатно еволуирала током времена, постоје извесни општи концепти који су мање или више фундаментални за геометрију. Они обухватају концепте тачака, линија, равни, површина, углова, и кривих, као и напреднији појмови многобразности и топологије или метрици.
Савремена геометрија има мноштво потпоља:
- Еуклидова геометрија је геометрија у њеном класичном смислу.[10] Мандаторни образовни садржај већине нација обухвата студирање тачки, линија, равни, углова, троуглова, подударности, сличности, стереометрије, кругова, и аналитичке геометрије.[11] Еуклидова геометрија такође има примене у информатици, Кристалографији, и разним гранама модерне математике.
- Диференцијална геометрија користи технике рачуна и линеарне алгебре за студирање проблема у геометрији. Она има примене у физици, укључујући општу релативност.
- Топологија је поље које се бави својствима геометријских објеката која остају непромењена континуираним мапирањем. У пракси, то обично значи да се бави својствима простора на великим скалама, као што су повезаност и компактности.
- Конвексна геометрија истражује конвексне облике у Еуклидовом простору и њихове апстрактније аналоге, често користећи технике реалне анализе. Она је блиско повезана са конвексном анализом, оптимизацијом и функционалном анализом и има важне примене теорији бројева.
- Алгебарска геометрија студира геометрију путем употребе мултиваријационих полинома и других алгебарских техника.[12] Она налази примену у многим областима,[13] укључујући криптографију и теорију струна.
- Дискретна геометрија се углавном бави питањима релативне позиције једноставних геометријских објеката, као што су тачке, линије и кругови. Она дели многе заједничке методе и приниципе са комбинаториком.

Геометрија има примене у многим пољима, укључујући уметност, архитектуру, физику, као и друге гране математике.

## Историјски развој геометрије
Историја геометрије сеже до античког доба, али је њена колевка несумњиво Исток. Развој геометрије се може поделити на четири периода, чије је границе немогуће обележити одређеним датумима:
1. период настанка, до око V века пре нове ере;
2. период систематског излагања, античка Грчка;
3. аналитичка геометрија, од настанка капитализма у Европи;
4. изградња нееуклидских геометрија, до данас.

### Период настанка
Геометрија се као наука први пут појавила у древном Египту, Вавилонији. и Грчкој у вези са развојем културе премеравања тла. Отуда и потиче назив геометрије.
Египћани су развили индуктиван метод закључивања - од појединачног ка општем (нпр. приметили су да један троугао има 3 угла, па су нацртали други троугао и приметили исто, итд. док нису закључили да сви троуглови имају по три угла, тада су то узели за неку основну вредност - аксиому).
Религиозни обреди су били повезани с конструкцијом жртвеника (в. Делски проблем), а практичне потребе људи учиниле су нужним да се измере површине делова земље, запремине судова и остава за жетву. Геометријска разматрања и факта су се у основном сводила на правила израчунавања површина и запремина и треба претпоставити да су ова правила имала више емпиријски него логички карактер.
У VII веку пре нове ере геометријско знање је, по мишљењу грчких историчара, пренесено из Египта и Вавилоније у Грчку. Око 4—5 века п. н. е. грчки филозофи су се почели упознавати са египатском и вавилонском мудрошћу. Од тада настаје други период развоја геометрије, период систематског излагања геометрије као науке, када се све тврдње (искази) доказују.

### Догрчка, грчка и савремена етапа
У догрчкој етапи геометрија је била емпиријска наука. Многобројне геометријске чињенице које су миленијумима пре нашег времена познавали стари Египћани, Вавилонци, Индуси, Кинези и други народи, добијене су као резултат посматрања, искуства, експеримента. Практичне методе које су у тој етапи биле коришћене и данас фасцинирају својом оригиналношћу и оштроумношћу. Као пример можемо издвојити сликовити доказ Питагорине теореме или експериментално утврђивање формуле за површину сфере.|first=James R.
Грчка етапа: Почетком шестог века пре наше ере Грци су упознали геометрију Египћана и током неколико векова развили је до високог степена савршенства. У Старој Грчкој се одиграо постепени прелаз од практичне ка теоријској геометрији. У том периоду су откривене многобројне геометријске чињенице и што је најважније, разрађене су савршене логичке методе и сав геометријски материјал доведен у складан систем, који је описао Еуклид у својим Елементима. Методолошко савршенство Елемената је тако велико да су они током два миленијума вршили огроман утицај на развој геометрије и били уџбеник геометрије практично истовремено у целом свету.
Почетак савремене етапе развоја геометрије везан је за разраду аксиоматске методе. Са савременог гледишта, у основи геометрије лежи структура простора коју одређује неки систем аксиома. Савремена геометрија даје могућност да се разматрају модели не само физичког простора, већ простора било које структуре, чији се појмови и својства уклапају у геометријску шему.

### Период систематског излагања
У овом периоду су већ познате у Грчкој Талесове теореме (VI век пре нове ере). Талес из Милета је путовао у Египат и тамо од свештеника упознао њихове геометријске и астрономске закључке o збиру углова у троуглу, о уписаном кругу (у троугао) итд.
Грци су развили нови метод закључивања - дедуктиван метод (обрнуто од индуктивног - од општег ка појединачном). Анаксагора (6. век пре нове ере) се бавио квадратуром круга и перспективом. Питагора је открио несамерљиве дужи (ирационални бројеви). Питагора је оснивач чувене школе „Полукруг“ која је дала велики допринос математици. Питагорејци су закључили да је збир углова у троуглу 180 степени, открили су први, трећи и четврти став подударности троугла, и наравно чувену Питагорину теорему: Збир квадрата катета у правоуглом троуглу једнак је квадрату хипотенузе. из које су изведене многе сложеније формуле. Хипократ Хиоски (5. век пре нове ере), Питагорин следбеник, изложио је систематски геометрију ("Елементи геометрије") и одредио површину месечева српа.
Платон и његов ученик Аристотел (4. век пре нове ере), ако и нису оставили никаквих дела у геометрији, придавали су велики значај систему и основама геометрије. Платон је први почео да поставља аксиоме (основне законе, који се узимају при извођењу сложенијих), међутим у његово време много аксиома су искључивале једна другу, и било је веома тешко знати шта је тачно, а шта не. Тако је геометрија у Грчкој достигла онај степен кад је постало нужно да се она систематизује.
Систематизацију (елементарне) геометрије је учинио Еуклид (3. век пре нове ере) изложивши је на бази основних формулација-аксиома у својим знаменитим књигама Елементи, које обухватају 13 томова. Еуклид је користио постулате:
1. Претпоставља се да је могуће да се од сваке тачке, до сваке друге тачке може повући линија.
2. Претпоставља се да је могуће да се свака права, пратећи њен правац, продужи неограничено.
3. Претпоставља се да је могуће да се око сваке тачке у некој равни може описати круг било којег пречника.
4. Претпоставља се да су сви прави углови међу собом подударни.
5. Ако се правом пресеку 2 праве, тако да граде унутрашње углове чији је збир мањи од збира 2 права угла, тада се те две праве секу са оне стране, са које се ти углови налазе.

После Еуклида јавља се у Грчкој низ истакнутих математичара: Архимед, Аполоније, Ератостен (3. век старе ере) и други, који су обогатили геометрију новим открићима.
Распад античког робовласничког уређења довео је до застоја у развоју геометрије у Грчкој, али се она и даље развијала у земљама арапског Истока, у средњој Азији и Индији.

### Аналитичка геометрија
Настанак капитализма у Европи је довео до новог, трећег периода развоја геометрије. У првој половини XVII века настала је аналитичка геометрија, чији су творци били Декарт и Ферма. Аналитичка геометрија изучава својства геометријских фигура на основу њихових алгебарских једначина, ослањајући се на координатни метод. У вези с развојем диференцијалног рачуна и испитивањем геометријских својстава фигура локалног карактера (у околини дате тачке) поникла је у XVIII веку диференцијална геометрија у делима Ојлера и Монжа.
Радовима Ж. Дезарга и Б. Паскала рађа се у првој половини XVII века пројективна геометрија, која је настала у почетку при изучавању представа перспективе и после тога се развијала при изучавању оних својстава фигура које се не мењају ако се фигуре пројектују с једне равни на другу из било које тачке простора (централна пројекција), и на крају била завршена радовима Ж. Понселеа.

### Изградња нееуклидских геометрија
Четврти период развоја геометрије обележен је изградњом нееуклидских геометрија од којих је прва била геометрија Лобачевског коју је Лобачевски изградио истражујући основе геометрије, и посебно, аксиоме о паралелним правама. Садржај своје геометрије Лобачевски је први пут изнео на седници физико-математичког факултета Казанског универзитета 1826. године. Рад је био публикован 1829. године. Мађарски математичар Јанош Бојаи је публиковао рад о истом овом питању, у мање развијеној форми, 1832. године. Од настанка геометрије Лобачевског улога аксиоматског метода у математици уопште и у геометрији посебно постала је веома значајна. Еуклидова геометрија (обична елементарна геометрија која се изучава у школи) је после тога добила такође своју аксиоматску основу.
Хилберт је на крају 19. века први поставио конкретан систем аксиома Еуклидове геометрије, тзв. Хилбертове аксиоме. Аксиоматске основе добиле су и друге геометрија: Лобачевског, пројективна, афина, вишедимензионална Еуклидова (n димензија) и др.

### Теорија релативности
Историчари природних наука још увек нису решили дилему да ли је специјална релативност зачета у данас чувеном Ајнштајновом чланку из 1905. године, или је постојала и раније у радовима Хендрика Лоренца и Анрија Поенкареа. У ствари појам „одговарајућих стања“ који Лоренц користи у свом чланку из 1904. у много чему је претеча релативистичких идеја, мада се још увек ослања на бесмислени појам етра. Међутим, међу историчарима има веома мало дилема око тврдње да је Ајнштајн скоро потпуно сам створио Општу теорију релативности. Исто тако може се рећи да корени ове теорије леже у далекосежним геометријским истраживањима Бернарда Римана, који је са своје стране био инспирисан Гаусовим делом Disquistiones generales circa superficies curvas, о диференцијалној геометрији закривљених површи. Главна тема у Општој теорији релативности је да присуство материје утиче на геометрију простора, који, услед тога престаје да буде еуклидски. Ајнштајн је имао претходнике који су имали чудне, снажне слутње о будућем току развоја науке. Риман се једно време поигравао идејом да је реални простор закривљен. Познати физичар и физиолог Херман фон Хелмхолц истраживао је физичке аспекте Риманове теорије, и поставио је, на основу астрономских посматрања, границе могуће закривљености простора. Геометар Вилијам Кингдон Клифорд замишљао је материју као таласање у закривљеном простору. Многе његове идеје касније су се поново појавиле у општој релативности. Сви ови покушаји, колико год да буду бриљантни, били су преурањени. Физичарима је недостајао појам просторно-временске вишеструкости, а такође није била схваћена кључна улога електродинамике. Потпуно стварање релативистичке теорије гравитације десило се тек на крају Првог светског рата.
Ајнштајн није лако дошао до крајњих резултата. Биле су му потребне године интелектуалних лутања док је открио облик једначина поља. Неки од његових најбољих колега и пријатеља су чак сматрали да је „скренуо“, занет неком неостварљивом фантазијом. Може се претпоставити да га је принцип еквивалентности интересовао чак 1911. године. Кад се вратио из Прага у Цирих, 1912. године, срео је Марсела Гросмана и почео да проучава Гаусове криволинијске координате и њихова уопштења. Преко Гросмана упознао је и апсолутни диференцијални рачун, који су развили италијански математичари Грегорио Ричи и Тулио Леви - Чивита (G. Ricci, T. Levi - Civita). Из историјских извора је познато да је Луиђи Бијанки, веома утицајна личност међу математичарима оног доба у Италији, био веома скептичан критичар апсолутног диференцијалног рачуна, тако да је ова математичка техника стекла заслужено признање тек захваљујући развоју теорије релативности. После низа неуспешних покушаја, коначна верзија теорије била је завршена 1916. године, само годину дана пошто је Карл Шварцшилд (K. Schwarzchild) нашао решење једначина гравитационог поља које данас носи његово име. Спектакуларну потврду исправности, теорија је добила 1919. године, када је једна експедиција на Принчево острво (Prince Island), под вођством Едингтона, приликом посматрања помрачења Сунца успела да измери скретање светлосних зрака у гравитационом пољу Сунца.
(Детаљ из забелешки са предавања које је др. Тулио Реге (Tullio Regge), професор Универзитета у Торину, Италија, иначе светски цењен познавалац из области физике високих енергија и космологије, одржао 1982/83. школске године у Европској организацији за нуклеарна истраживања (ЦЕРН) у Женеви.)

## Подела геометрије
Данас геометрија садржи многобројне геометрије и теорије, између којих нема тачних граница. При томе се поједине геометријске теорије уско преплићу с анализом (диференцијална геометрија), с теоријом скупова (теорија скупова тачака, топологија). Свака геометрија се разликује од друге према томе какав простор изучава (Еуклидов, Лобачевсковљев), каквим методама се служи (на пример, Аналитичка теорија кривих 2. реда у Аналитичкој геометрији, или чисто геометријска, синтетичка теорија кривих 2. реда у Синтетичкој геометрији), какве објекте (фигуре) или њихова својства изучава (на пример, могу се разматрати полиедри и њихова својства, криве и површи, итд). Питања метрике (мерење дужина, углова и површина) доводе до појма метричке геометрије, док питања инциденције (припадања, распореда) доводе до појма геометрије положаја, тј. Пројективна геометрија.
Питања о основама геометрије доводе до одељка елементарна геометрије, која изучава њене логичке основе, њену аксиоматику и устројство. Ова научна дисциплина се назива Основе геометрије.
Свака од геометрија може се окарактерисати (дефинисати), по предлогу Клајна (вд. Ерлангенски програм), одговарајућом групом оних трансформација које она изучава. Тако се елементарна геометрија карактерише групом Еуклидових кретања, афина - групом афиних трансформација, пројективна - групом свих колинеација (пројективних трансформација)

### Главне области
- Планиметрија - геометрија равни;
- Стереометрија - геометрија (3-дим.) простора;
- Тригонометрија - мерење углова и дужи;
  - Равнинска тригонометрија - на Еуклидској равни;
  - Сферна тригонометрија - на сферним површинама;
  - Хиперболичка тригонометрија - на псеудосферама;
    - Хиперболичке функције - синус, косинус, ..., косеканс хиперболни;
- Аналитичка геометрија - изражавање координатама;
- Диференцијална геометрија - проучавање методама диференцијалног рачуна.

### Чланци
- Staal, Frits (1999), „Greek and Vedic Geometry”, Journal of Indian Philosophy, 27 (1–2): 105—127, S2CID 170894641, doi:10.1023/A:1004364417713